# Rinčingijn Ėlbėgdorž
Rinčingijn Ėlbėgdorž (in mongolo: Ринчингийн Элбэгдорж, in russo Элбек-Доржи Ринчинович Ринчино?, Ėlbėg-Dorži Rinčinovič Rinčino; Hilgana, 16 maggio 1888 – Irkutsk, 10 giugno 1938) è stato un rivoluzionario e politico mongolo.

## Biografia
Rivoluzionario buriato. Svolse un ruolo di primo piano nella Rivoluzione mongola del 1921 e nel primo sviluppo politico della Repubblica Popolare Mongola.
Nacque il 16 maggio 1888 in una famiglia di allevatori nel distretto di Barguzinskij in Transbajkalia. Divenne comunista intorno al 1910 mentre studiava all'Università statale di San Pietroburgo. Si trasferì poi a Troickosavsk dove scrisse per un giornale locale e viaggiò in tutta la Mongolia, impegnandosi in attività clandestine. Ėlbėgdorž educò il giovane Horloogijn Čojbalsan a Irkutsk tra il 1914 e il 1918 ed esercitò una forte e precoce influenza sul futuro leader mongolo. Il 25 aprile 1917 dichiarò l'autonomia della Buriazia dalla Russia come Stato di Buriazia-Mongolia del quale fu eletto presidente.

### Rivoluzione del 1921
Dal 1920, i contatti di Ėlbėgdorž con i gruppi rivoluzionari mongoli e la sua esperienza nei commerci con la Mongolia, lo resero parte indispensabile degli sforzi sovietici per guidare il primo sviluppo rivoluzionario della Mongolia. Nel 1920 organizzò i primi incontri tra rivoluzionari mongoli e membri del Comitato militare rivoluzionario dell'Esercito Rosso e agì come interprete russo del gruppo. Accompagnò anche i delegati Solijn Danzan e Dambyn Čagdaržav a Mosca, dove incontrarono il leader comunista russo Nikolaj Bucharin. Fu presente alla prima riunione segreta del Partito del Popolo Mongolo, tenutasi a Troickosavsk dal 1º al 3 marzo 1921 (poi conosciuto come il primo congresso del partito) dove fu istituito il governo provvisorio rivoluzionario della Mongolia.
Dopo la Rivoluzione mongola del 1921, Ėlbėgdorž fu nominato capo del dipartimento di formazione e di istruzione dell'esercito mongolo. Insieme a Čojbalsan, fondò la lega rivoluzionaria giovanile di Mongolia, attraverso la quale esercitò una forte influenza sull'orientamento della politica rivoluzionaria mongola fin nei suoi primi anni. In questo periodo divenne una delle principali figure del governo rivoluzionario della Mongolia e con il sostegno di Mosca giunse a dominare la scena politica di Ulan Bator. Nel 1922 collabora con successo con Solijn Danzan e Damdiny Sùchbaatar per eliminare il Primo Ministro Dogsomyn Bodoo nella lotta al potere.

### Il terzo Congresso del 1924
Dopo la estromissione di Bodoo, al Congresso del 1924, si sviluppò una lotta politica tra Ėlbėgdorž e Danzan. Danzan aveva irritato Ėlbėgdorž, così il Comintern, volendo ridurre il numero di consiglieri sovietici in Mongolia, tentò di portare la lega giovanile rivoluzionaria mongola (MRYL) sotto il controllo del partito resistendo alla critica sovietica secondo la quale la Mongolia avrebbe ignorato il capitalismo per muoversi direttamente verso il socialismo. Riconosciuto come leader della fazione di sinistra del partito, Ėlbėgdorž si è unito ai dissidenti sotto Tseren-Ochiryn Dambadorj al fine di orchestrare di l'arresto e l'esecuzione di Danzan. Al Congresso Danzan venne ufficialmente accusato di rappresentare gli interessi borghesi e di impegnarsi in attività con le imprese cinesi. Nell'arco di un giorno Danzan e diversi colleghi furono arrestati e giustiziati, creando un'ondata di riprovazione verso il partito che consolidò il dominio sovietico nella politica mongola.
Sulla scia dei drammatici eventi del congresso il gruppo Dambadorj assunse il controllo, e, durante un periodo in seguito denominato "Opportunismo giusto", tra il 1925 ed 1928, promossero politiche di destra che rispecchiavano la nuova politica economica di Lenin nell'Unione Sovietica. Ėlbėgdorž ha contribuito a preparare la Costituzione del 1924, fondata in gran parte sulla costituzione sovietica, ma ben presto ha notato la sua influenza con la nomina di Turar Ryskulov come nuovo consigliere principale del Comintern a Ulan Bator nel 1924.

### Morte
Nel 1925 Ėlbėgdorž venne accusato di essere borghese nazionalista e un nemico del popolo, i cui sentimenti pan-mongoli, espressi in occasione del Congresso nel 1924, furono visti come contrari all'ordine comunista. La lotta di potere tra Ryskulov e Ėlbėgdorž condusse entrambi nel 1928 a ricorrere a Mosca. Insegnò poi all'Università comunista dei "tiratori dell'Oriente" allenando molti dei giovani membri del Partito mongolo che frequentarono quella scuola. Ėlbėgdorž fu arrestato nel 1937 durante le grandi purghe, e condannato a morte dal Collegio Militare della Corte Suprema Sovietica il 4 giugno 1938 e giustiziato il 10 giugno 1938. Fu riabilitato nel 1957.